# Ana Black
Pour les articles homonymes, voir Black.
Ana Black (née en 1970 à Vancouver au Canada) est une artiste canadienne contemporaine.

## Biographie
Ana Black est une artiste multidisciplinaire travaillant dans de nouveaux médias, exécution, vidéo et photographie entre New York et Vancouver.
Ana Black a étudié à l'Université de la Colombie-Britannique, à l'École nationale supérieure des beaux-arts à Paris et a reçu un diplôme avec un maître de degré d'arts fins du Rhode Island School of Design, États-Unis, où elle a reçu les honneurs les plus élevés et la récompense de TC Colley pour l'excellence.
Black était une camarade à l'Institut de photographie de Columbia University, New York, était un comportement de fortune des critiques renommés d'art de New York, conservateurs et les artistes choisit les nouveaux artistes photo-basés supérieurs participer à un programme intensif.
Ana Black a enseigné au Rhode Island School of Design et est actuellement une conférencière dans la photographie à l'Université de Colombie-Britannique. Le travail d'Ana Black a été exhibé et édité internationalement. Son travail a été archivé à l'Institut de recherche de Getty au musée de Getty à Los Angeles, États-Unis et elle a également été la destinataire de plusieurs récompenses nationales et internationales, comprenant une récompense de VADA de la base de Vancouver, Canada par la galerie d'art contemporaine et une récompense de concession du Conseil des Arts du Canada.